# Новая Шульба
Новая Шульба (каз. Жаңа Шүлбі) — село в Бородулихинском районе Абайской области Казахстана. Административный центр Новошульбинского сельского округа. Находится примерно в 35 км к юго-востоку от районного центра, села Бородулиха. Код КАТО — 633873100.

## История
С 1802 года действовала староверческая часовня, основанная при выделении Ново-Шульбинского посёлка из деревни Зевакиной. В «Списке населенных мест Томской губернии» упоминается как деревня Ново-Шульбинская (Перерыв) по почтовой дороге из Змеиногорска в Семипалатинск по правую сторону этого тракта, при реке Алее в Бийском округе в 403 вёрстах от окружного города, в которой насчитывалось 87 дворов и проживало 625 человек (306 мужчин и 319 женщин). В деревне имеется раскольническая часовня. В 1885 году деревня Ново-Шульбинская относится к Убинской волости, Бийского округа, Томской губернии. С 1902 года действовала церковь (молитвенный дом) во имя Святителя и Чудотворца Николая (Никольская).
В 1911 год село Ново-Шульбинское числится в Ново-Шульбинской волости, Змеиногорского уезда, Томской губернии, насчитывает 713 дворов, 6853 жителя, имеются: 2 школы, 2 церкви, 1 часовня, волостное правление, ветеринарно-врачебный пункт, фельдшерский пункт, кредитное товарищество, казённая винная лавка, пивная лавка, хлебозапасный магазин, 7 мануфактурных и 13 мелочных лавок, 11 мукомолных мельниц и 4 маслодельных завода. 

## Население
В 1999 году население села составляло 4130 человек (2053 мужчины и 2077 женщин). По данным переписи 2009 года, в селе проживали 3073 человека (1484 мужчины и 1589 женщин).